# Templeton (Califòrnia)
Templeton és una concentració de població designada pel cens dels Estats Units a l'estat de Califòrnia. Segons el cens del 2008 tenia 9.357 habitants.

## Demografia
Segons el cens del 2000, Templeton tenia 4.687 habitants, 1.548 habitatges, i 1.247 famílies. La densitat de població era de 381,8 habitants/km².
Dels 1.548 habitatges en un 49,7% hi vivien nens de menys de 18 anys, en un 65,4% hi vivien parelles casades, en un 11,5% dones solteres, i en un 19,4% no eren unitats familiars. En el 15,6% dels habitatges hi vivien persones soles el 7,8% de les quals corresponia a persones de 65 anys o més que vivien soles. El nombre mitjà de persones vivint en cada habitatge era de 2,98 i el nombre mitjà de persones que vivien en cada família era de 3,33.
Per edats la població es repartia de la següent manera: un 33,7% tenia menys de 18 anys, un 5,9% entre 18 i 24, un 29,8% entre 25 i 44, un 19,2% de 45 a 60 i un 11,5% 65 anys o més.
L'edat mediana era de 36 anys. Per cada 100 dones de 18 o més anys hi havia 88,4 homes.
La renda mediana per habitatge era de 53.438 $ i la renda mediana per família de 58.750 $. Els homes tenien una renda mediana de 41.268 $ mentre que les dones 32.034 $. La renda per capita de la població era de 19.671 $. Entorn del 6,3% de les famílies i el 9,1% de la població estaven per davall del llindar de pobresa.

## Poblacions més properes
El següent diagrama mostra les poblacions més properes.